# Royal City
Royal City était un groupe de rock canadien originaire de la ville de Guelph.

## Histoire
Royal City est formé en 1999 dans la maison de Jim Guthrie à Guelph, Ontario. Le groupe est mené par Aaron Riches.
Le groupe se nomme dans un premier temps The Royal City All Stars. Lorsque le label Three Gut Records décide de les engager, les membres emménagent à Toronto. Le groupe, bien qu'il appelle parfois des collaborateurs occasionnels, se compose d'Aaron Riches, Lonnie James, Simon Osborne et Jim Guthrie. James remplace le premier batteur Nathan Lawr en 2002.
Royal City fait plusieurs tournées au Canada.
Le groupe se sépare en 2004.

## Membres
- Aaron Riches : guitare, chant
- Jim Guthrie : guitare
- Simon Osborne : guitare basse
- Nathan Lawr : batterie (1999–2002)
- Lonnie James : batterie (2002–2004)

## Collaborateurs
- Leslie Feist : guitare
- Sufjan Stevens : glockenspiel, production
- Owen Pallett : violon
- Gentleman Reg : guitare
- Bob Wiseman : claviers

## Albums
- At Rush Hour the Cars (2000)
- Alone at the Microphone (2001)
- Little Heart's Ease (2004)
- Royal City (2009)